# 狭叶拟蕨藓
狭叶拟蕨藓（学名：Pterobryopsis angustifolia）为蕨藓科拟蕨藓属下的一个种。

## 扩展阅读
- 維基物種上的相關：狭叶拟蕨藓